# Шкоцьянске-Яме
Шкоцьянске-Яме (словен. Škocjanske jame; итал. Grotte di San Canziano; нем. Höhlen von St. Kanzian) — система известняковых пещер на плато Карст на юго-западе Словении в регионе Словенское Приморье у деревень Шкоцьян и Матавун и посёлка Дивача. Созданная рекой Река, Шкоцьянская система является одной из наиболее известных в мире для изучения карстовых процессов и отличительной от многих других пещер наличием мощной подземной реки и естественного подземного моста.
Один из немногих таких объектов в Словении, Шкоцьянске-Яме включены в список Всемирного наследия ЮНЕСКО в 1986 году, получили статус регионального парка в 1996 году, статус подземных водных угодий, защищаемых Рамсарской конвенцией, в 1999 году и с 2004 года является карстовым биосферным заповедником. Это один из трёх самых известных туристических объектов и одна из двух туристических пещер (наряду с Постойнской) в Словении и одна из самых крупных из посещаемых пещер в Европе.

## Общее описание

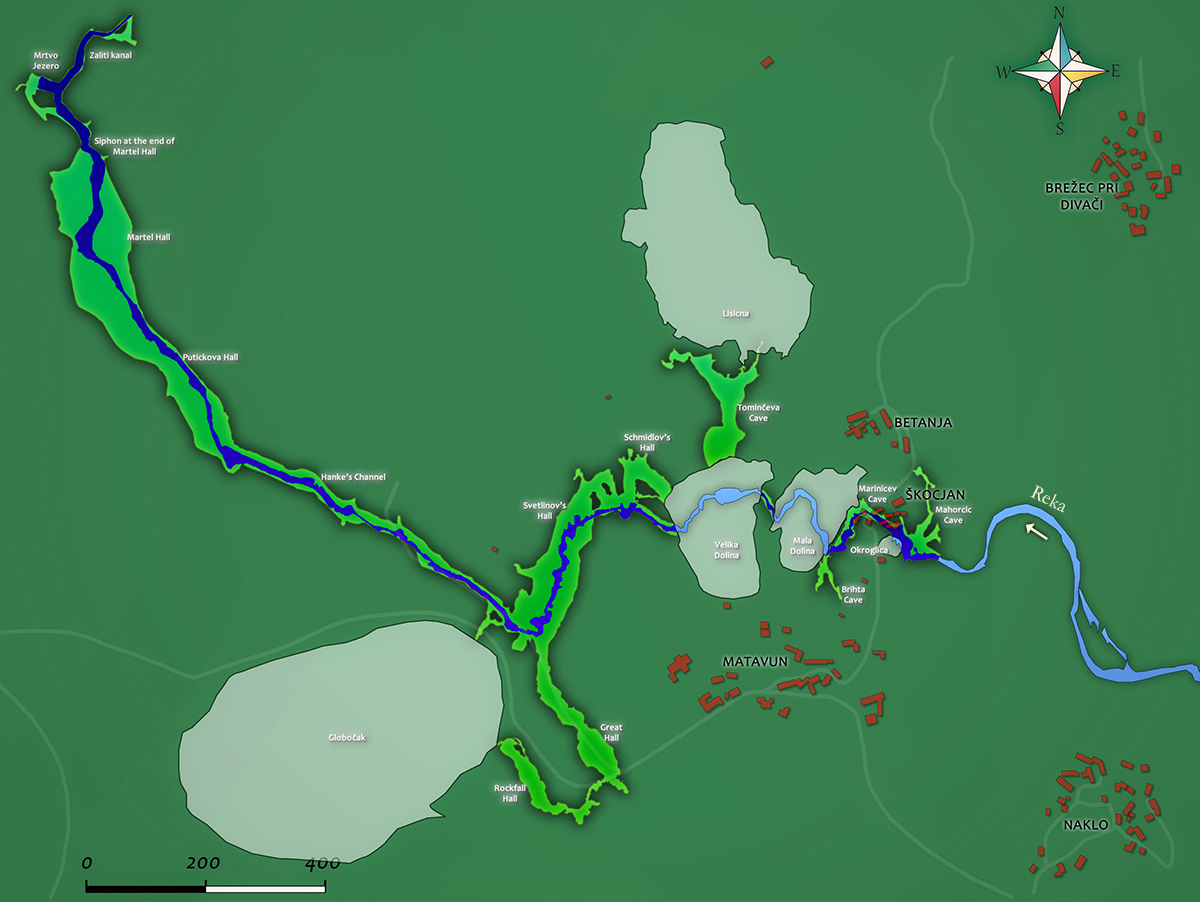
Схема пещер

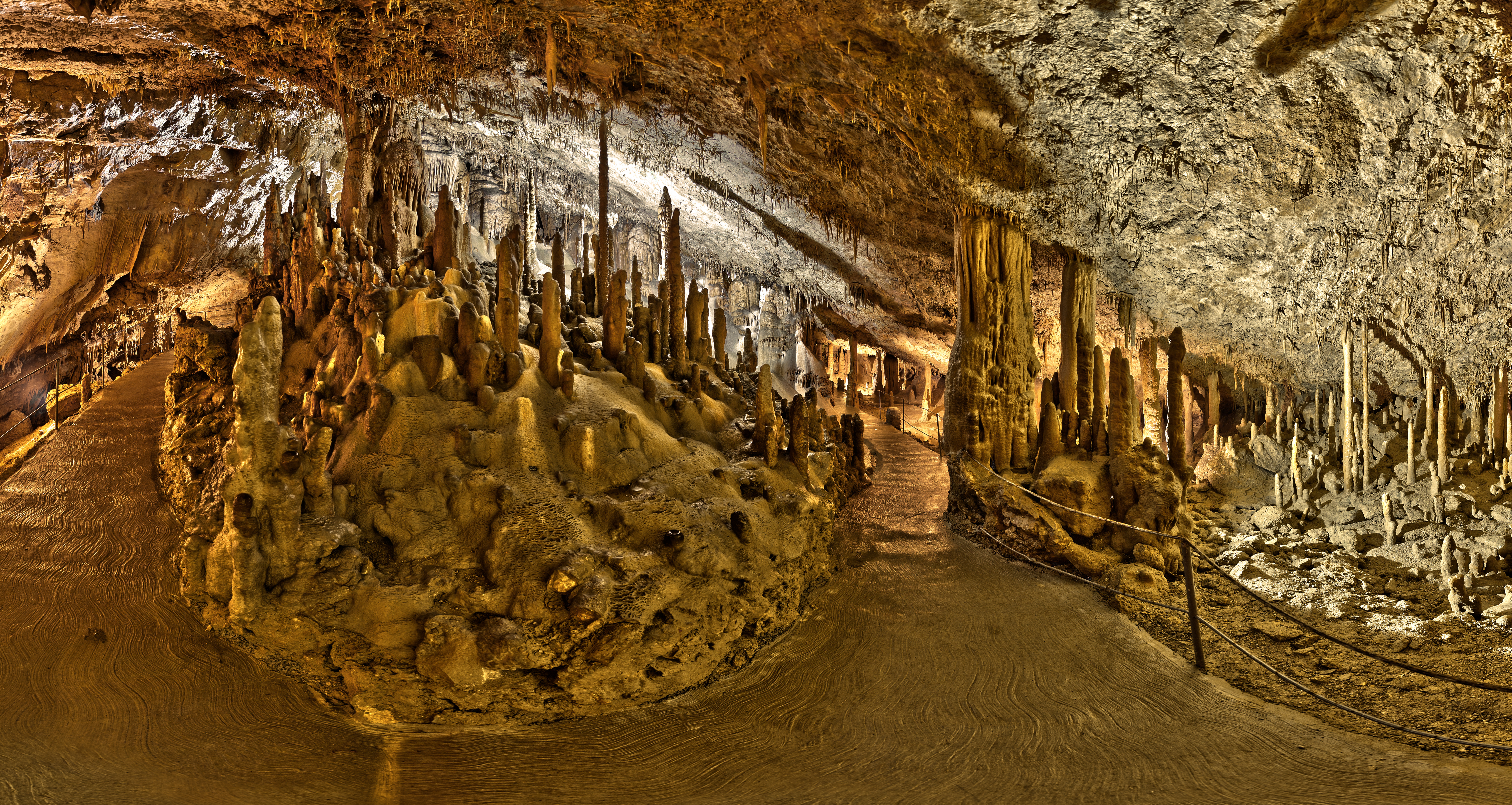
Сталактиты в пещере

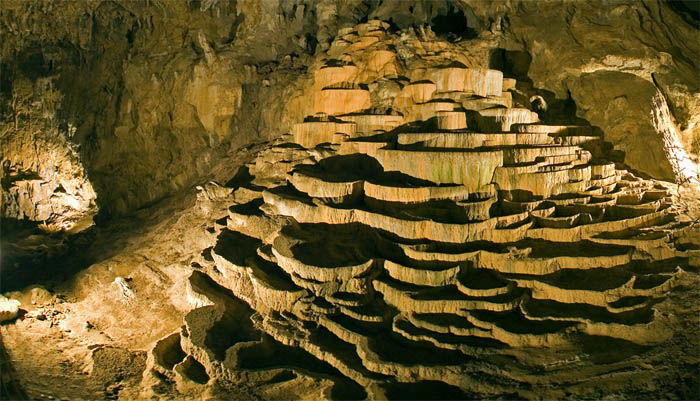
Гуры — террасы осаждённого карбоната кальция в пещере

Река Река, образовавшая Шкоцьянске-Яме, до плато Карст протекает по поверхности около 55 км. Первые 4 км по плато река течёт по ущелью, который заканчивается понором — река уходит в отверстие в стене, сверху которой расположена деревня Шкоцьян. В древности, возможно в раннем плейстоцене, начальный участок пещеры обвалился, образовав карстовые провалы Велика-Долина (глубиной до 165 м) и Мала-Долина (до 120 м), которые разделены естественным мостом, остатками бывшего потолка пещеры. У деревни Шкоцьян имеется ещё один вход в подземелье, 90-метровый провал Окроглица.
На дне провала Велика-Долина Река уходит в Шкоцьянске-Яме и выходит на поверхность лишь через 34 км, на территории Италии, уже называясь Тимаво. Часть пещеры, по которой протекает река Река, называется Шумеча-Яма (Šumeča jama) и имеет длину 3,5 км. Суммарная протяжённость ходов всей пещерной системы, спускающейся до глубины -223 м, составляет 6,2 км. В системе имеется многочисленные карстовые воронки и провалы, подземные полости и около 30 водопадов высотой до 10 м. В системе находится один из крупнейших подземных гротов в Европе — зал Мартеля (Martelova dvorana) объёмом 2,2 млн м³, высотой 146 м, 300 м в длину и 120 в ширину.
Протекая через пещеру, река образует каньон длиной 2,6 км, шириной от 10 до 60 и до 146 м высотой. Через речной каньон на высоте 47 м над водой построен Церквеников мост (Cerkvenikov most). Расход воды в реке может изменяется от 0,03 до 380 м³/с, среднее значение составляет 9 м³/с. Последнее наводнение в пещере было в 1965 году — река поднялась на высоту 108 м (10 метров над Церквениковым мостом). Самый высокий уровень воды (128 м) был зафиксирован в 1826 году.
Температура в сухих местах пещеры постоянна и составляет 12 °C, там же, где течёт вода температура может изменяться от 0 до 20 °C. Относительная влажность воздуха составляет 80 — 100 %.

## Флора и фауна

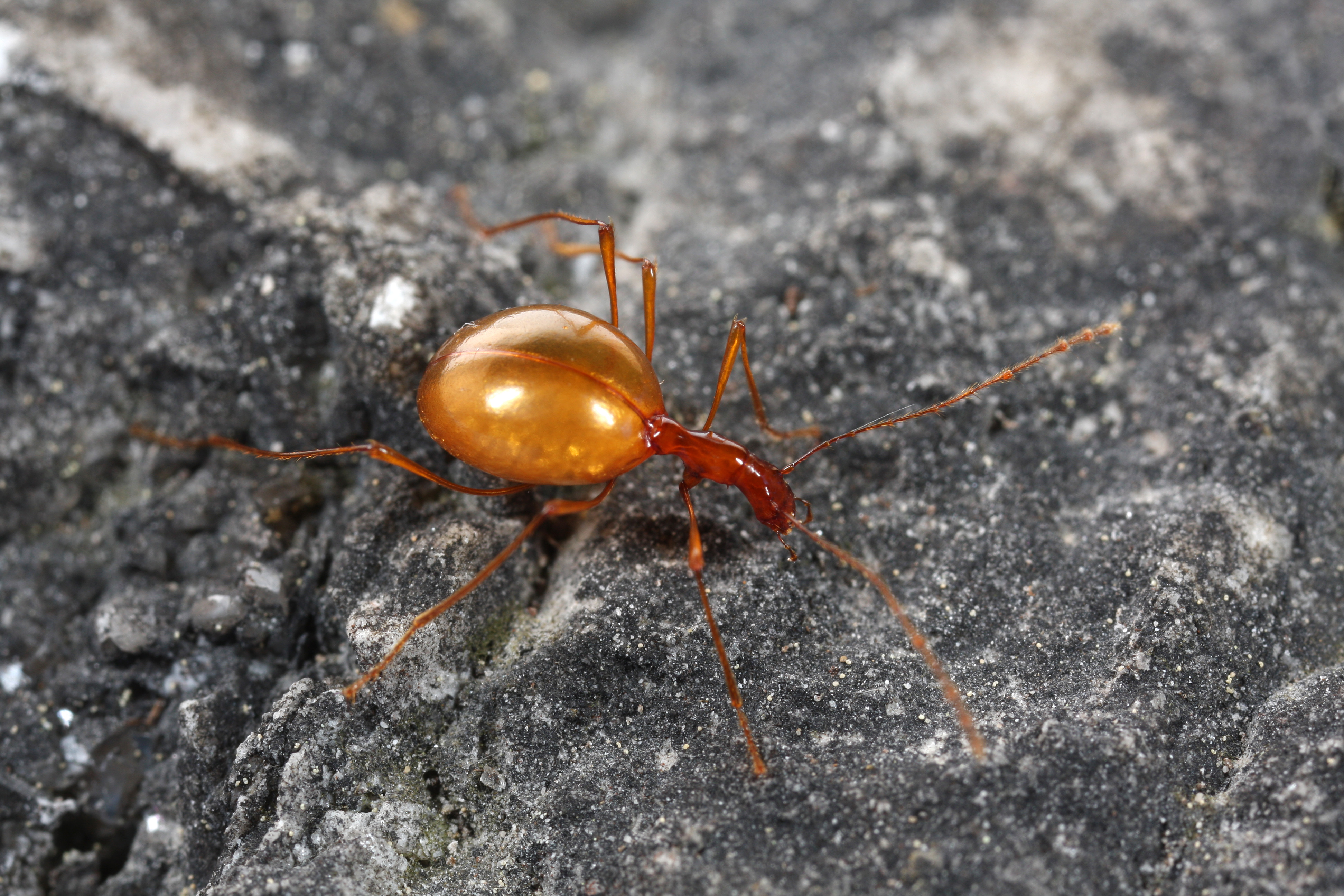
Жук Leptodirus hochenwartii.

Геоморфологические и микроклиматические условия пещер создали экосистемы, в которых обитают разнообразные представители флоры и фауны. В 1887 году Карло Марчесетти сделал ботаническое описание Шкоцьянских пещер. На территории парка встречаются Centaurea rupestris, золотобородник цикадовый (Chrysopogon gryllus), Cleistogenes serotina, Digitalis Laevigata, прострел горный (Pulsatilla montana), Potentilla tommasiniana, рута пахучая (Ruta divaricata) и эндемичные Orobanche mutelii, Lamium wettsteinii, Campanula justiniana, аконит противоядный (Aconitum anthora), иссоп лекарственный (Hyssopus officinalis), можжевельник колючий, Ranunculus pospichalii и шалфей лекарственный. На дне провала Велика-Долина встречается реликтовая флора ледникового периода: примула ушковая (Primula auricula), камнеломка гребневая (Saxifraga crustata) и кернера скальная (Kernera saxatilis). На 40 м выше произрастают термофильные реликты: адиантум (венерин волос, Adianthum capillus-veneris), спаржа остроиглая (Asparagus acutifolius), можжевельник колючий и мох Tortella flavovirens. Во входах в пещеру произрастают растения, адаптировавшиеся к малому количеству света: плющ обыкновенный, латук постенный (Mycelis muralis), звездчатка дубравная (Stellaria montana) и постенница иудейская (Parietaria judaica), а также папоротники костенец волосовидный (Asplenium trichomanes) и листовник сколопендровый (Phyllitis scolopendrium).
Под землёй имеются крупные колонии нескольких видов летучих мышей (обыкновенный длиннокрыл [Miniopterus schreibersii] и длиннопалая ночница [Myotis capaccinii]), а также обитают эндемичные европейский протей и несколько видов подземных ракообразных (веслоногие ракообразные [Copepoda], равноногие, бокоплавы и изредка широкопалые речные раки [Astacus astacus]) и жуков (жужелицы, Leptodirus hochenwartii и др.) Встречаются ложноскорпионы и другие пауки, а также представители Scoliopteryx libatrix семейства совок и пяденицы.
Карстовые провалы и прилегающие к ним территории дают прибежище редким видам птиц. На территории парка можно встретить сизых голубей, альпийских стрижей (Tachymarptis melba), филинов и сапсанов, а также воронов и краснокрылых стенолазов (Tichodroma muraria).

## История исследования и туризм

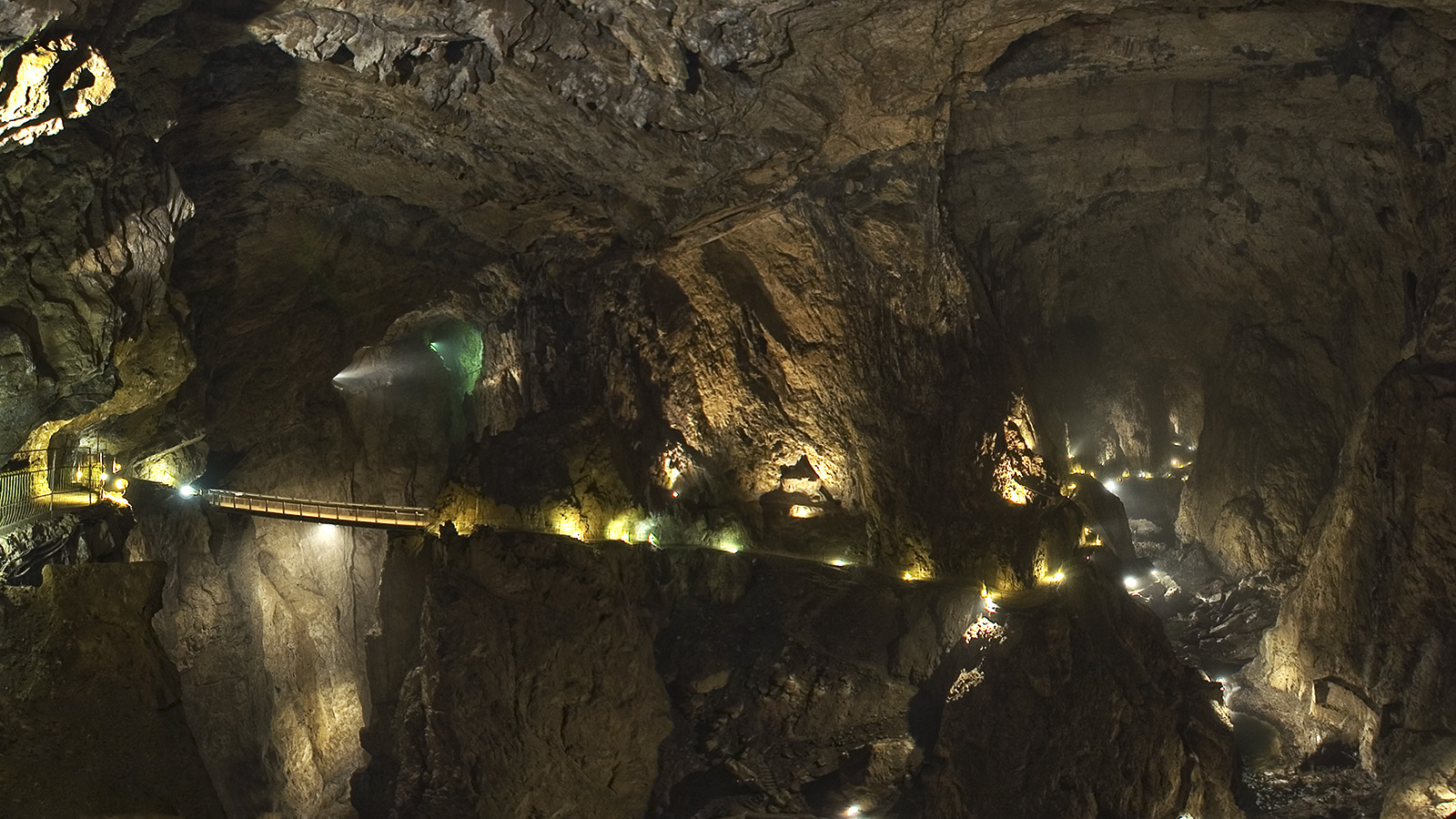
Церквеников мост в пещере

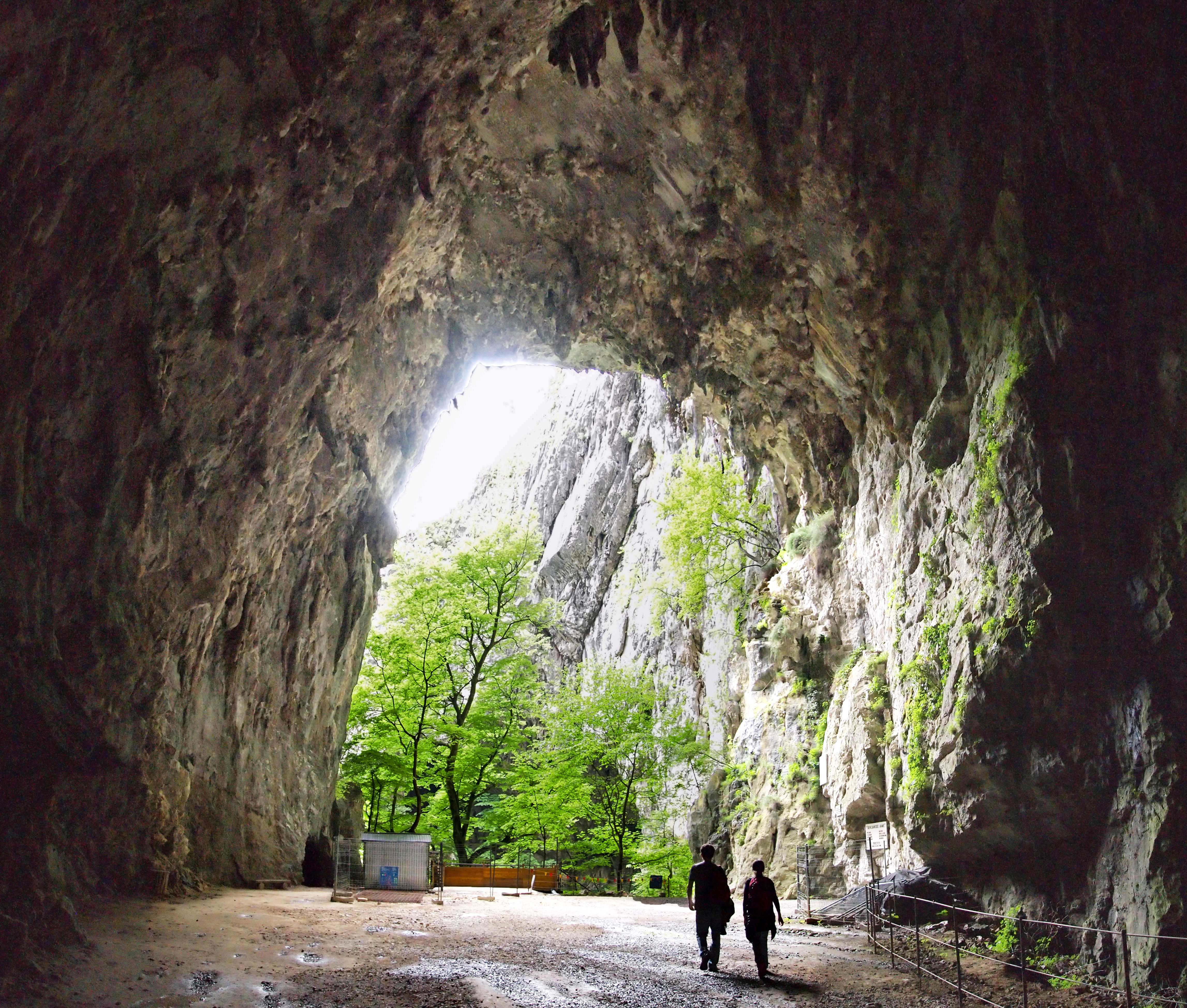
Вход в пещеру

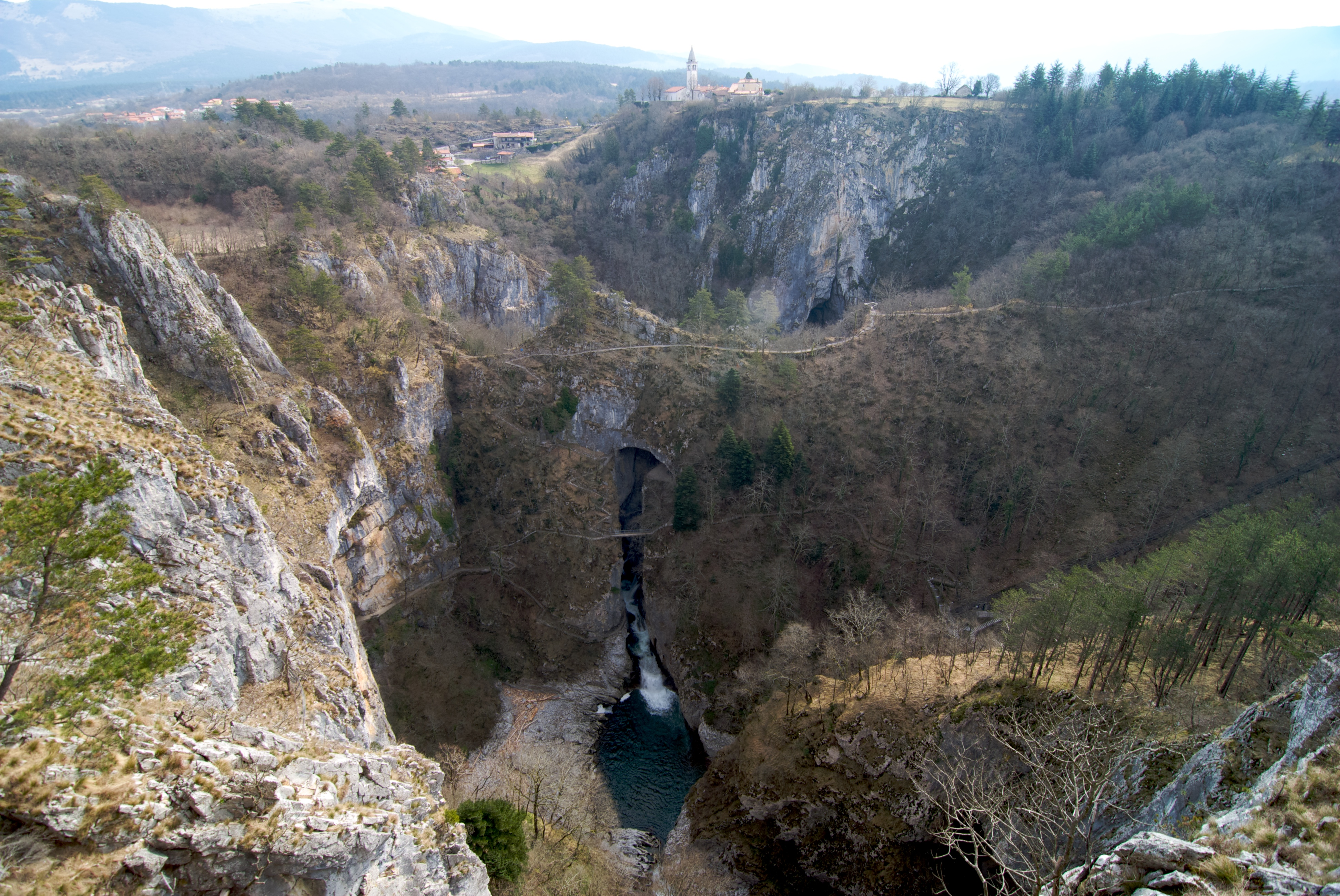
Велика-Долина, за ней Мала-Долина и на заднем плане деревня Шкоцьян

По современным представлениям люди начали жить в пещерах 3 — 1,7 тысячи лет до н. э. В пещере Томинчева (Tominčeva) было найдено по крайней мере 10 скелетов с погребальными товарами. Первые письменные свидетельства о Шкоцьянске-Яме датируются II веком до н. э. Древнегреческий историк и географ Посидоний писал, что река Тимава стекает с гор и падает в бездну, а затем, пройдя 130 стадий выходит из-под земли у моря. Словенский учёный-универсал Янез Вайкард Вальвазор (1641—1693) описал бассейн реки Река и её подземный сток в своей книге «Слава герцогства Крайны» (словен. Slava vojvodine Kranjske, нем. Die Ehre deß Herzogthums Crain), вышедшей в 1689 году и содержавшей подробнейшее описание словенских земель. Систематическое изучение пещер началось в XIX веке, а в 1890 году исследователи добрались до Мёртвого озера в конце пещеры. Через 100 лет, в 1990 году дайверам удалось пронырнуть сифон Ледени-Дыхник (Ledeni dihnik) и открыть более 200 м новых ходов.
Первые задокументированные посещения провала Велика-Долина датируются второй половиной XVIII века. С 1823 года в провал могли спускаться туристы, а с 1884 по 1906 годы туристические маршруты были проложены в пещере. В 1959 году в пещеры было проведено электричество для подсветки. В 2006 году парк посетило около 90 тыс. человек. Доступ для посещения — личным автотранспортом, автобусными и индивидуальными экскурсиями, а также парковыми микроавтобусами-шаттлами в высокий сезон или пешком 40 минут от железнодорожно-автобусной станции Дивача.